# Felix Lian Khen Thang
Felix Lian Khen Thang (* 25. Dezember 1959 in Gam Ngai) ist ein myanmarischer Geistlicher und römisch-katholischer Bischof von Kalay.

## Leben
Felix Lian Khen Thang besuchte das Kleine Seminar in Pyin U Lwin und studierte Philosophie und Katholische Theologie am Priesterseminar St. Joseph in Rangun. Parallel absolvierte er 1984 ein Bachelorstudium in Psychologie an der staatlichen Universität Rangun. Am 23. Februar 1990 empfing er die Priesterweihe und war  von 1990 bis 1992 Pfarrer in Saizang. Von 1992 bis 1997 studierte er in Rom Kirchenrecht an der Päpstlichen Universität Urbaniana und studierte am Kolleg des Päpstlichen Missionswerkes des heiligen Apostels Petrus sowie an der Päpstlichen Diplomatenakademie.
Er war anschließend im diplomatischen Dienst des Heiligen Stuhls tätig und Attaché der Apostolischen Nuntiatur in Madagaskar (1997–1998), Sekretär der Apostolischen Nuntiatur in Bangladesch (1998–2001) und Sekretär des Apostolischen Nuntiatur in Marokko (2001–2004). Er war seit 2004 Sekretär des Bischofs und Kanzlers des Bistums Hakha.
Papst Benedikt XVI. ernannte ihn am 3. März 2006 zum Weihbischof in Hakha und Titularbischof von Fesseë. Die Bischofsweihe spendete ihm der Apostolische Nuntius in Thailand, Singapur und Kambodscha und Apostolische Delegat in Myanmar, Laos, Malaysia und Brunei Darussalam, Salvatore Pennacchio, am 6. Mai desselben Jahres; Mitkonsekratoren waren Nicholas Mang Thang, Bischof von Hakha, und Paul Zingtung Grawng, Erzbischof von Mandalay.
Am 22. Mai 2010 wurde er zum Bischof von Kalay ernannt und am 29. Juni desselben Jahres in das Amt eingeführt. Seit 2014 ist Felix Lian Khen Thang zudem Präsident der Bischofskonferenz von Myanmar (MCBC).